# Салют (монета)
Салют, салю (фр. Salut — привіт, італ. saluto) — французька золота монета, карбована королем Франції Карлом VI (1380–1422) за зразком італійського золотого салюту (італ. saluto d'oro), випущеного королем Неаполя і Сицилії Карлом I Анжуйським. На аверсі зображена діва Марія і архангел Гавриїл, а також французький герб із лілеєю, на реверсі — хрест, лілеї і круговий напис. Монета карбувалася зі щирого золота. Вага — 3,85 м. Вартість — 25 су.
Салют також карбувався англійськими королями Генріхом V (1422–1461) і Генріхом VI під час Столітньої війни (1337–1453). Належить до так званої англо-французької серії (монети, що випускалися англійськими королями для своїх французьких володінь). На аверсі — діва Марія, поруч французький герб із лілеєю, архангел Гавриїл, англійський герб з леопардом, на реверсі — те саме. Випуском цієї монети англійські королі прагнули підтвердити своє право на французький престол. Вага салюту за Генріха V становив 3,8 г, а при Генріху VI — бл. 3,43 м.

## Джерело
- 3варич В. В. Нумізматичний словник. — Львів: «Вища школа», 1978, 338 с.